# Iván García Cortés
Iván García Cortés, més conegut com a Miner (Gijón, 3 de juny de 1971), és un futbolista asturià. És germà del també futbolista David Garcia Cortés, amb qui ha coincidit en diversos equips.

## Trajectòria
Miner es va formar en les categories inferiors de l'Sporting de Gijón. Després de passar pel juvenil i per l'equip B, la temporada 93/94 completa la seua progressió amb el seu debut en la primera plantilla sportinguista. Tot i semblar que es convertiria en un dels jugadors més destacats de l'equip asturià durant la dècada dels 90, la següent temporada perd la titularitat i a l'altra, la 95/96, deixa El Molinón.
Fitxa per GD Chaves, de la primera divisió portuguesa, on gaudeix de la titularitat en els tres anys que hi milita, amb bons registres golejadors. Regressa al futbol espanyol la temporada 98/99, a les files del Cartagonova CF, de Segona Divisió B, però només hi està un any abans de tornar a Portugal, esta vegada a l'FC Alverca, també de la màxima categoria lusa.
La temporada 00/01 fitxa pel CD Santa Clara, de la segona portuguesa, on contribueix a pujar al seu equip de divisió. Miner seria titular eixe any i el primer a la màxima categoria, però els altres dos a Santa Clara, en el qual sofriria el descens de nou, tot just tindria participació.
Després de la segona etapa portuguesa, retorna a la Segona Divisió B espanyola amb l'andalús Micalense, on disputaria una trentena de partits. De volta a Astúries el 2005, juga una campanya en el Marino de Luanco abans de signar pel Ribadesella, ja de la Tercera Divisió.

### Clubs
- 89-90 Sporting juvenil
- 90-93 Sporting At.
- 93-95 Sporting de Gijón
- 95-98 Chaves
- 98-99 Cartagonova
- 99-00 Alverca
- 00-04 Santa Clara
- 04-05 Micaelense
- 05-06 Marino
- 06-09 Ribadesella